# Impatiens theuerkaufiana
Impatiens theuerkaufiana är en balsaminväxtart som beskrevs av Ratheesh och Sivad. Impatiens theuerkaufiana ingår i släktet balsaminer, och familjen balsaminväxter. Inga underarter finns listade i Catalogue of Life.